# Phymaturus ceii
Phymaturus ceii är en ödleart som beskrevs av  Scolaro och IBARGUENGOYTIA 2007. Phymaturus ceii ingår i släktet Phymaturus och familjen Tropiduridae. Inga underarter finns listade i Catalogue of Life.